# Manifestatie Kolonialisme-Onafhankelijkheid
Kolonialisme-Onafhankelijkheid was een manifestatie op 20 maart 1971  in de RAI in Amsterdam die georganiseerd werd door het Nederlands Komitee voor Internationaal Jongerenwerk (NKIJ).

## Demonstratie voor onafhankelijkheid van de West
Er kwamen gedurende de dag en avond ongeveer tweeduizend bezoekers naar de manifestatie, in de congreszaal waren 1200 bezoekers aanwezig. Hoewel het congres was aangekondigd als een bijeenkomst over kolonialisme en onafhankelijkheid, werd het programma op de dag zelf bij stemming gewijzigd. De focus verschoof naar Suriname en de Nederlandse Antillen, omdat dat de meest relevante vorm van kolonialisme in het Nederlandse verband betrof. Als gevolg hiervan draaide het forum van politici uit op een herhaaldelijke discussie over de vraag of Nederland het Statuut voor het Koninkrijk der Nederlanden moest opzeggen. Dit Statuut verbond Nederland, Suriname en de Nederlandse Antillen als landen binnen het Koninkrijk der Nederlanden. Het NRC Handelsblad kopte daarover: "Surinamers en Antillianen voeren coup uit op congres over dekolonisatie". Het dagblad Trouw kopte "Congres werd demonstratie voor onafhankelijkheid van de West". De manifestatie kreeg in het algemeen ruime aandacht in de media. VPRO zond er 's avonds een verslag over uit op de radiozender Hilversum 2.
Een van de sprekers was de schrijver en nationalist R. Dobru, medeoprichter van de politieke Partij Nationalistische Republiek. Hij bekritiseerde het cultureel kolonialisme in Suriname, zoals in het onderwijs waarin werd geleerd dat de Batavieren onze voorouders zijn en de Rijn bij Lobith ons land binnenkomt. Hij vertelde dat hij op school honderd strafregels moest schrijven met "Ik mag geen Surinaams spreken" nadat hij Sranantongo had gesproken. Volgens Dobru kon het dekolonisatieproces alleen slagen als Nederland niet langer een vinger in de pap zou hebben."

## Budget
Aanvankelijk had het NKIJ in september 1970 subsidie aangevraagd bij de ministeries van Buitenlandse Zaken (BuZa) en Cultuur, Recreatie en Maatschappelijk Werk (CRM). Als doelbesteding werd aangegeven dat het voor een manifestatie was ter herdenking van Resolutie 1514 van de Algemene Vergadering van de Verenigde Naties. De uiteindelijke invulling van het programma week echter af van het oorspronkelijke plan, waarbij in de informatiemap bij de manifestatie NAVO-landen wetden beschuldigd van moord en Nederlandse ministers van bedrog. Volgens de ministeries was dit vooraf niet voorzienbaar. Het ministerie van Buitenlandse Zaken vorderde daarom het voorschot op de reeds uitgekeerde subsidie van 10.000 gulden terug en het ministerie van CRM trok de toegezegde subsidie van 35.000 gulden in. Het NKIJ spande hierover tevergeefs een rechtszaak aan.
Het oorspronkelijke budget voor de manifestatie bedroeg 80.000 gulden en moest hierdoor aanzienlijk worden verlaagd. Er werd nog zo'n tweeduizend gulden ingezameld tijdens de manifestatie zelf en via de PvdA, maar dat was bij lange na niet voldoende om de kosten te dekken.

## Galerij
Hieronder volgen foto's van de hal met een informatiemarkt en van de congreszaal.

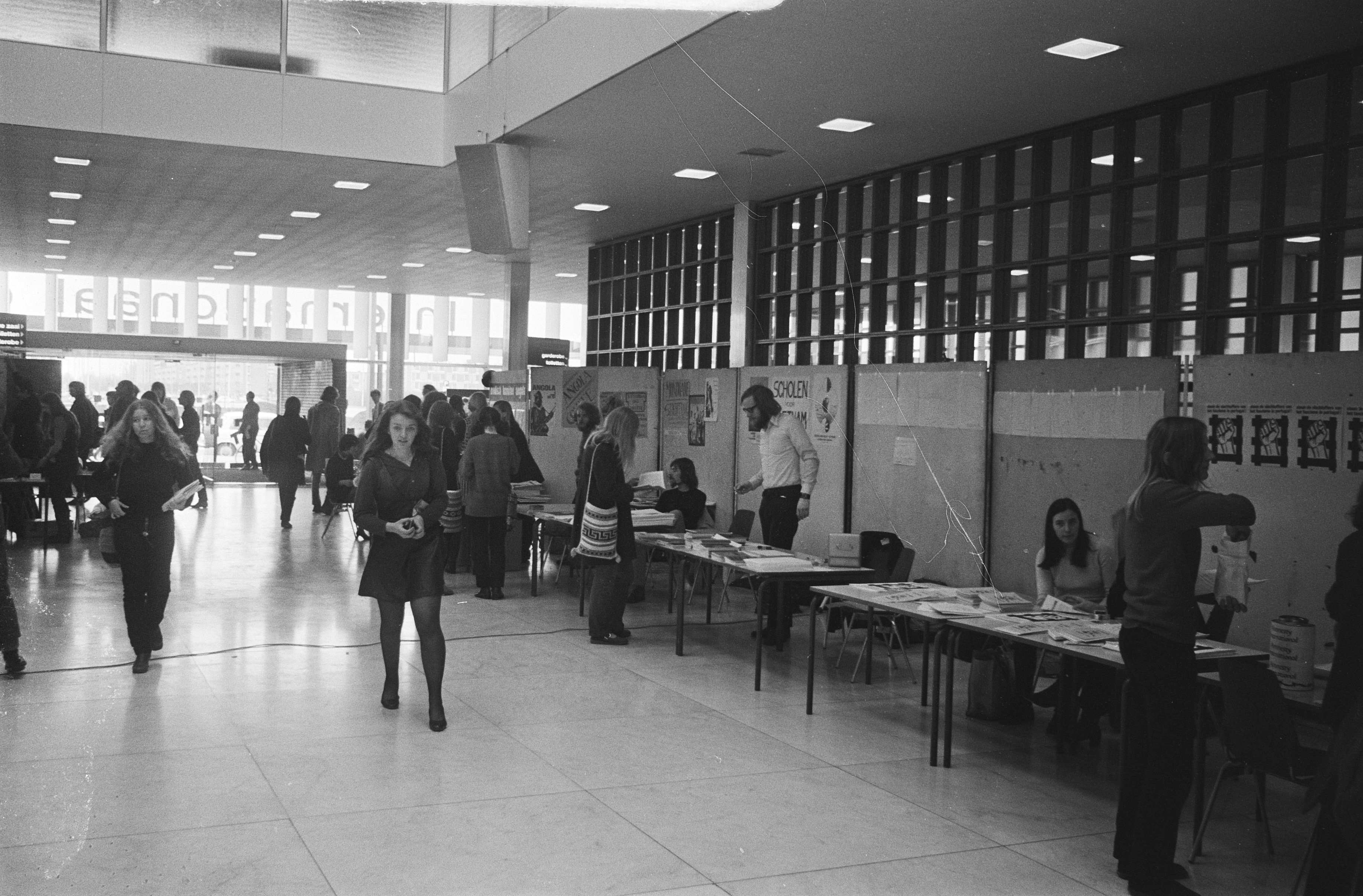
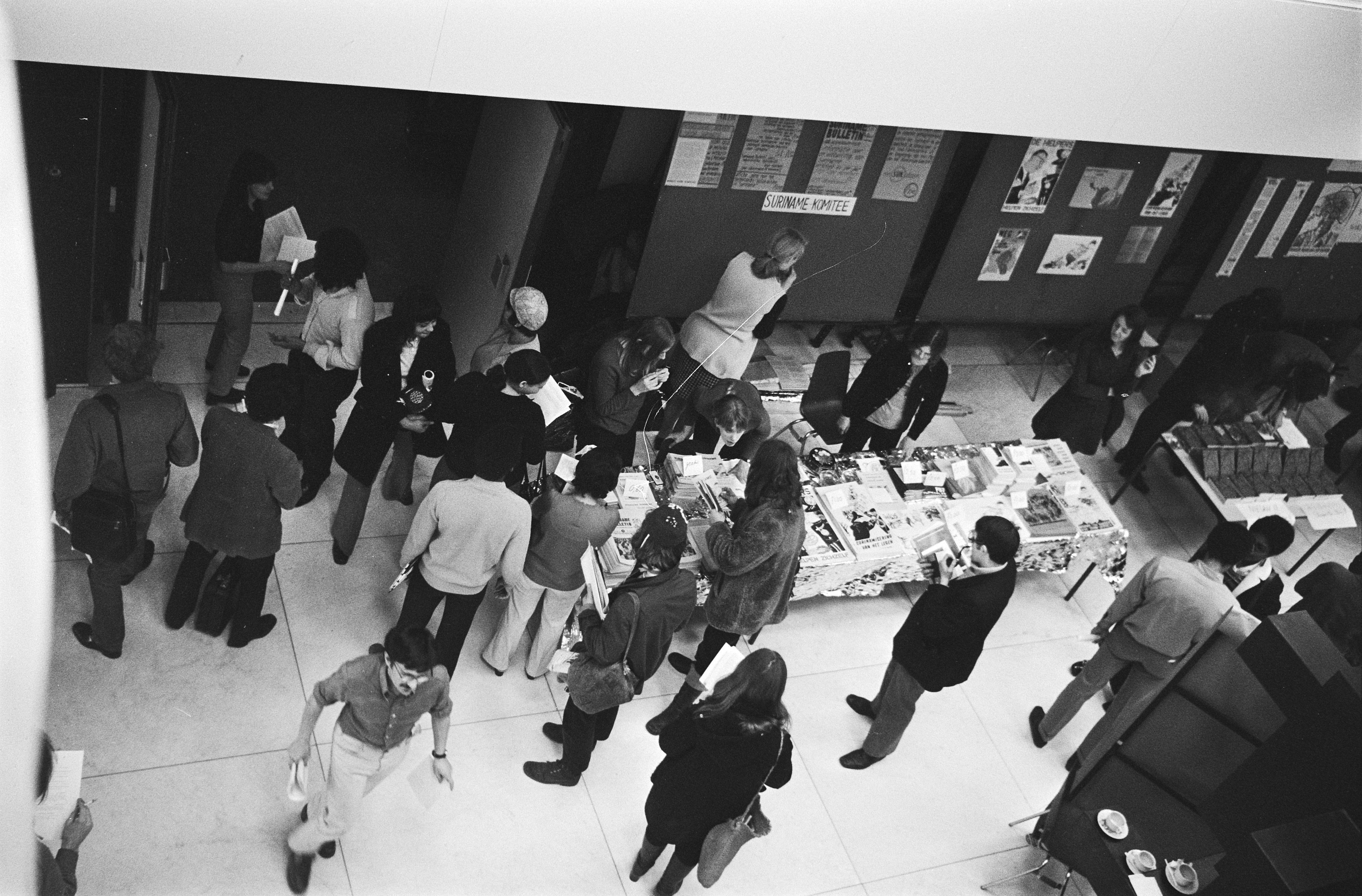
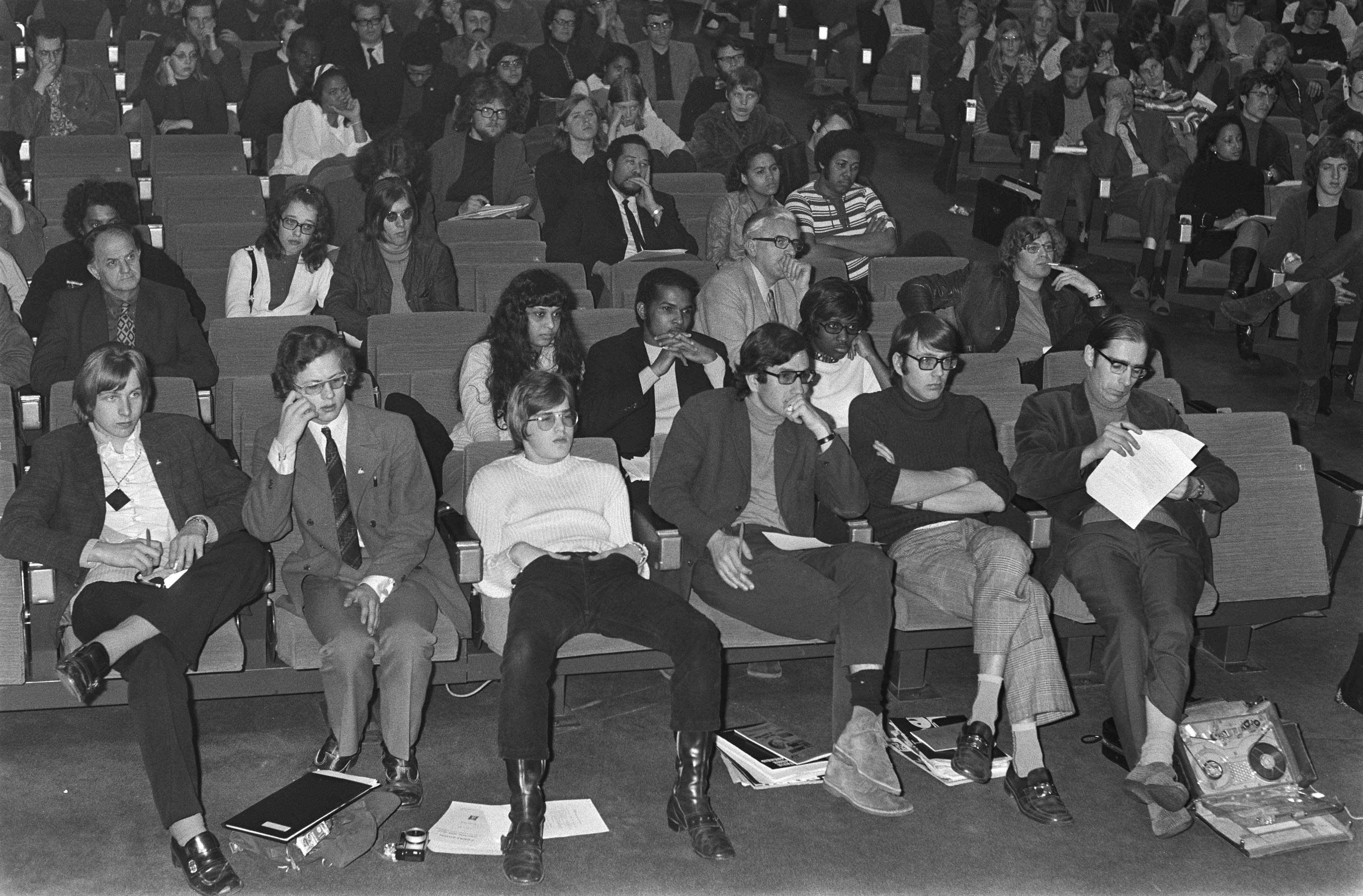
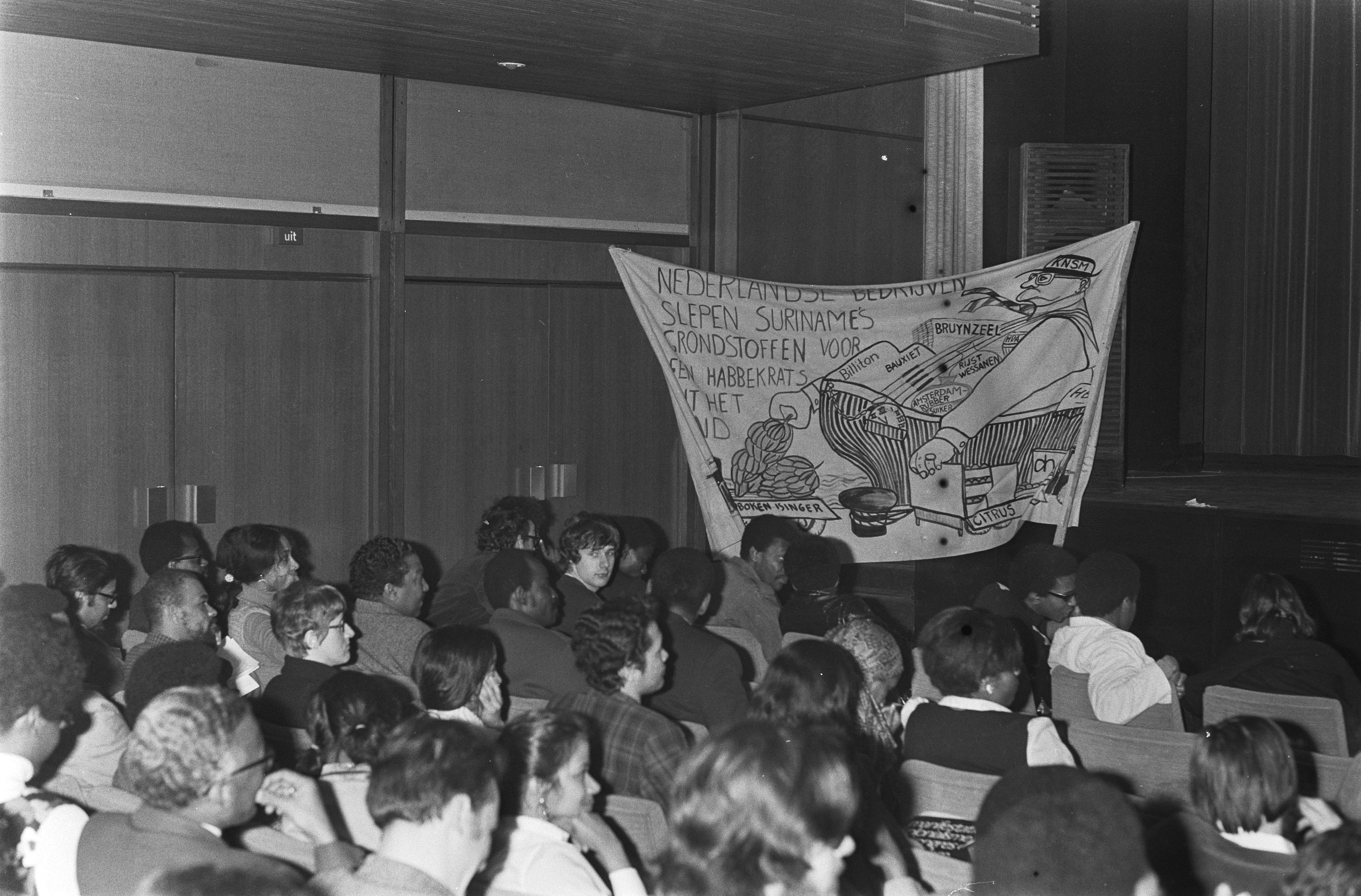